# Thalassodrominae
De Thalassodrominae zijn een groep uitgestorven pterosauriërs behorend tot de Pterodactyloidea. 
In 2007 definieerden Alexander Kellner en Diogenes de Almeida Campos een klade Thalassodrominae als de groep bestaande uit Thalassodromeus sethi Kellner and Campos 2002 en alle soorten nauwer verwant aan Thalassodromeus dan aan Dsungaripterus weii Young 1964.
Behalve Thalasodromeus behoort het geslacht Tupuxuara mogelijk tot de Thalassodrominae. Beide geslachten bestaan uit tandeloze vormen uit het Onder-Krijt van Brazilië met grote schedelkammen. Andere mogelijke leden komen uit andere gebieden, waaronder de Verenigde Staten, Marokko en Argentinië.
Volgens de fylogenie van Brian Andres zijn de Thalassodrominae de zustergroep van de Dsungaripteridae in de Dsungaripteromorpha.
Er is in 2009 ook een Thalassodromidae gedefinieerd. Verwarrend is dat die klade beperkter in bereik is dan de Thalassodrominae ondanks dat die laatste groep de traditionele uitgang heeft van een onderfamilie.

## Fylogenie
De classificatie van thalassodrominen is omstreden. Sommige onderzoeken, waaronder dat van Lü en collega's in 2008, hebben ontdekt dat de thalassodrominen nauwer verwant zijn aan de azhdarchiden dan aan de tapejariden, en hebben ze in hun eigen familie geplaatst (die soms Tupuxuaridae wordt genoemd, hoewel Thalassodrominae eeder werd benoemd). Als alternatief worden ze beschouwd als een familie binnen de clade Neoazhdarchia, als Thalassodromidae.
Hieronder staan drie alternatieve cladogrammen die het resultaat zijn van onderzoeken naar azhdarchoïde verwantschappen. De eerste, gepresenteerd door Felipe Pinheiro en collega's in 2011, vond de thalassodrominen als een subgroep binnen de Tapejaridae. De tweede, gepresenteerd door Lü en collega's in 2008, vond ze dichter bij de Azhdarchidae, hoewel ze de naam Tupuxuaridae gebruikten voor de groep. De derde, gepresenteerd door Brian Andres, James Clark en Xu Xing in 2014, vond thalassodrominen ook dichter bij de Azhdarchidae, en als de zustergroep van de Dsungaripteridae.
|  | Thalassodrominae                                                  |
|  |                                                                   |
|  | \| \| Chaoyangopterinae \| \| \| \| \| \| Tapejarinae \| \| \| \| |
|  |                                                                   |
|  | Chaoyangopterinae                                                 |
|  |                                                                   |
|  | Tapejarinae                                                       |
|  |                                                                   |

|  | Chaoyangopterinae |
|  |                   |
|  | Tapejarinae       |
|  |                   |

|  | Thalassodrominae                                                  |
|  |                                                                   |
|  | \| \| Chaoyangopterinae \| \| \| \| \| \| Tapejarinae \| \| \| \| |
|  |                                                                   |
|  | Chaoyangopterinae                                                 |
|  |                                                                   |
|  | Tapejarinae                                                       |
|  |                                                                   |

|  | Chaoyangopterinae |
|  |                   |
|  | Tapejarinae       |
|  |                   |

|  | Tupuxuaridae                                                       |
|  |                                                                    |
|  | \| \| Chaoyangopteridae \| \| \| \| \| \| Azhdarchidae \| \| \| \| |
|  |                                                                    |
|  | Chaoyangopteridae                                                  |
|  |                                                                    |
|  | Azhdarchidae                                                       |
|  |                                                                    |

|  | Chaoyangopteridae |
|  |                   |
|  | Azhdarchidae      |
|  |                   |

|  | Tupuxuaridae                                                       |
|  |                                                                    |
|  | \| \| Chaoyangopteridae \| \| \| \| \| \| Azhdarchidae \| \| \| \| |
|  |                                                                    |
|  | Chaoyangopteridae                                                  |
|  |                                                                    |
|  | Azhdarchidae                                                       |
|  |                                                                    |

|  | Chaoyangopteridae |
|  |                   |
|  | Azhdarchidae      |
|  |                   |

|  | Thalassodrominae |
|  |                  |
|  | Dsungaripteridae |
|  |                  |

|  | Chaoyangopteridae |
|  |                   |
|  | Azhdarchidae      |
|  |                   |

|  | Thalassodrominae |
|  |                  |
|  | Dsungaripteridae |
|  |                  |

|  | Chaoyangopteridae |
|  |                   |
|  | Azhdarchidae      |
|  |                   |

|  | Thalassodrominae |
|  |                  |
|  | Dsungaripteridae |
|  |                  |

|  | Chaoyangopteridae |
|  |                   |
|  | Azhdarchidae      |
|  |                   |

|  | Thalassodrominae |
|  |                  |
|  | Dsungaripteridae |
|  |                  |

|  | Chaoyangopteridae |
|  |                   |
|  | Azhdarchidae      |
|  |                   |

Meer recentelijk zijn de geslachten Alanqa en Aerotitan uit het Laat-Krijt, die doorgaans als azhdarchiden werden beschouwd, gevonden als thalassodrominen (de groep wordt in het onderzoek gedefinieerd als Thalassodromidae). Hun overblijfselen zijn echter fragmentarisch, dus deze toewijzing is slechts voorlopig, en een studie uit 2021 laat verder verschillen zien tussen dezen en azhdarchiden, waarbij Aerotitan een echte azhdarchide is terwijl Alanqa een basale azhdarchoide is die verwant is aan Keresdrakon. Op dezelfde manier is Javelinadactylus uit het Maastrichtien voorgesteld een thalassodromine te zijn, hoewel bij eerdere beoordelingen van het materiaal een azhdarchide identiteit werd verkozen boven een thalassodromine identiteit. Dit zelfde onderzoek vond ook Argentinadraco (al van onzekere verwantschap) als een thalassodromine.